# 中川温泉 (福島県)
中川温泉（なかがわおんせん）は、福島県大沼郡金山町にある温泉。JR会津中川駅付近にあり、そばには、火山カルデラ湖の沼沢湖がある。

## 泉質
- 硫酸塩泉、塩化物泉
- 源泉温度44.5℃
- 湧出量毎分60リットル
- 微緑濁、茶褐色沈殿あり
- 一部循環

## 温泉施設
JR会津中川駅前の町営老人福祉センター「ゆうゆう館」（一般開放）がある。

## アクセス
- 鉄道 : 只見線会津中川駅より徒歩約3分。